# Jerónimo Emiliano de Andrade

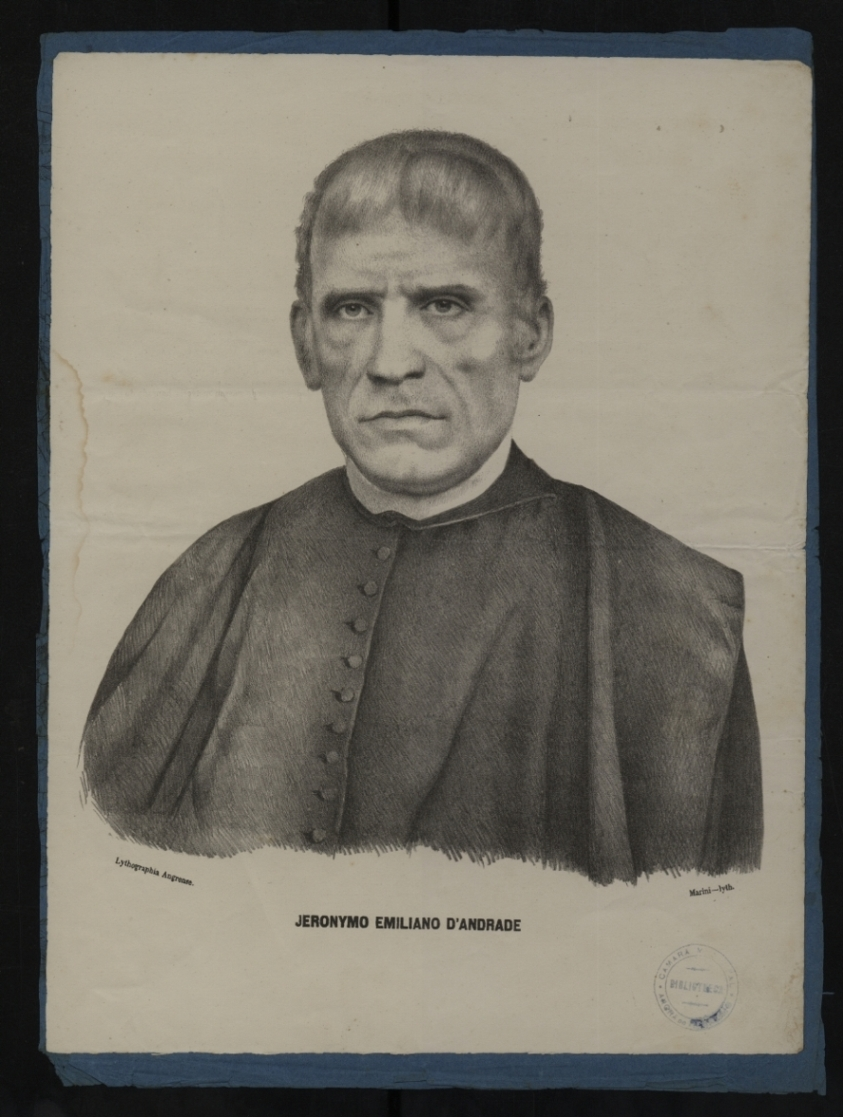
Jerónimo Emiliano de Andrade (gravura de Giorgio Marini publicado no Gabinete de Estudos (1877).

Jerónimo Emiliano de Andrade (O.F.M.) (Angra, 30 de Setembro de 1789 — Angra do Heroísmo, 11 de Dezembro de 1847) foi um eclesiástico, professor e pedagogo açoriano, que exerceu as funções de Comissário dos Estudos no Distrito de Angra do Heroísmo e de primeiro reitor do Liceu Nacional de Angra do Heroísmo.

## Biografia
Oriundo de uma família modesta, aparentemente filho de pai incógnito, foi entregue pela mãe, quando contava apenas três meses de idade, à roda dos expostos, de onde foi recolhido e educado pelo padre José de Andrade,  beneficiado na igreja de Nossa Senhora da Conceição da cidade de Angra. Adoptou o nome de família daquele clérigo e sobre ele escreveu uma memória apologética, publicada em Lisboa no ano de 1821.
Educado em casa de um presbítero, em estreita proximidade com o universo ideológico da Igreja Católica e do saber eclesiástico, adquiriu uma formação clássica notável, com destaque para a sua formação como latinista. O conhecimento do latim permitiu-lhe aceder aos clássicos e à literatura eclesial, o que terá influído na sua decisão de prosseguir uma carreira religiosa.
Em 1804, com 16 anos de idade, ingressou no Convento de São Francisco de Angra, da Ordem dos Frades Menores de São Francisco, no qual professou no ano seguinte, adoptando o nome religioso de frei Jerónimo Emiliano. Foi ordenado presbítero pouco tempo depois.
Nascido no ano da Revolução Francesa, cresceu e foi educado num período conturbado, em que a invasão de Portugal pelos exércitos napoleónicos, a fuga da corte portuguesa para o Rio de Janeiro e a subsequente Guerra Peninsular terão provavelmente marcado a sua personalidade. Acresce que o Convento de São Francisco onde estudou e professou albergava alguns dos mais influentes Deportados da Amazona, um grupo de intelectuais portugueses, suspeitos de liberais e de albergarem simpatias pró-francesas que tinham sido exilados para Angra em 1810 a bordo da fragata Amazona na sequência da Setembrizada. Não admira pois que tenha desde muito cedo manifestado adesão aos ideais do liberalismo, a ponto de ser considerado um fervoroso apóstolo da ideia nova, o que lhe valeria mais tarde o título de pregador dos constitucionais.
Apesar da sua juventude, foi encarregado de ensinar latim como professor substituto na aula régia associada à escola conventual, ao tempo a única existente na cidade, ao mesmo tempo que estudava Humanidades e Teologia. Entre os seus alunos de latinidade teve o jovem João Baptista de Almeida Garrett, sobrinho do bispo diocesano de Angra e seguramente pouco crente na qualidade do ensino ministrado no Convento de São Francisco, com o qual teve uma relação difícil, com o jovem estudante a questionar os conhecimentos de latim do também jovem professor frei Jerónimo Emiliano.
Concluídos os estudos de Humanidades e Teologia, prestou bem sucedidas provas públicas para o lugar de professor substituto da cadeira de Filosofia, tendo como arguentes alguns dos mais ilustres Deportados da Amazona, residentes no convento e certamente seus mestres nas ideias liberais. Foi pouco depois nomeado lente de Artes. Em 1818, com 27 anos de idade, já regia a cadeira de Teologia Dogmática e Moral, escolhido pelo vigário-geral da Diocese de Angra, o deão João José da Cunha Ferraz, outro conhecido defensor dos ideais do liberalismo. A sua fama como intelectual e professor cresceu rapidamente, sendo reputado pelos coevos como excelente pedagogo. 
Com a chegada a Angra dos ecos da Revolução Liberal do Porto, de 24 de agosto de 1820, foi um entusiasta da revolução liberal de Angra, um levantamento liberal encabeçado pelo ex-capitão-general Francisco António de Araújo, que foi morto a tiro nos eventos que se seguiram, que a 1 de Abril de 1821 depôs o capitão-general Francisco de Borja Garção Stockler. Apesar de inicialmente vitorioso, e de a 2 de Abril ter sido feita aclamação da causa constitucional em Angra, no dia seguinte a revolta foi feita abortar pela força das armas e o regime absolutista foi reposto. A sua adesão à revolta colocou-o sob suspeita, mas ainda assim permaneceu como professor na escola conventual.
Em 1823 viajou até à ilha de São Miguel para concorrer à cadeira de Retórica, regressando à ilha Terceira. Contudo, em Junho desse ano de 1823 foi aclamada a restauração dos poderes absolutos do rei, sendo perseguidos e exilados os liberais, entre eles Jerónimo Emiliano de Andrade, que se exilou para a ilha do Faial.
Em 1825 regressou à Terceira, sendo empossado na cadeira de Retórica para em 1828, de novo perseguido pela reacção absolutista, abandonar a ilha com a intenção de emigrar para o Brasil. Desembarcou, porém, na ilha Graciosa, onde decidiu aguardar o desenrolar dos acontecimentos e onde viveu até 1831, escrevendo a sua Memória para a História da Ilha Graciosa, manuscrito deixado inédito.
Estabelecido definitivamente o regime liberal, em Agosto de 1831 regressou à Terceira. Contudo, a situação na cidade de Angra a que regressou em 1831 era seguramente muito diferente daquela de que partira 3 anos antes. Os conventos, com poucas excepções, estavam extintos, incluindo o de São Francisco. Com a comunidade franciscana dispersa e o fim do clero regular, o padre Jerónimo Emiliano era, aos 42 anos de idade, um frade egresso, agora integrado no clero secular. 
Como ocorreu com muitos dos antigos frades, dedicou-se a tempo inteiro ao ensino, aproveitando as oportunidades criadas pela laicização do sistema educativo e do surgimento das novas escolas que substituíram as escolas conventuais. Reputado de liberal e de excelente professor, foi nomeado por D. Pedro IV para reger as cadeiras de Filosofia e História Universal, acumulando com a de Retórica, no novo plano de estudos decretado em 1832. 
Em 5 de Dezembro de 1836 foi estabelecido, por decreto de Passos Manuel, o ensino liceal em Portugal e criado em Lisboa o primeiro Liceu. Estabelecido o plano curricular, foi criada a rede dos liceus nacionais e estabelecida a sua forma de organização e funcionamento. Angra do Heroísmo, como capital de distrito, foi uma das cidades seleccionadas para receber um liceu.
Com a criação do liceu distrital, em 1845 passou a professor da 5.ª e 6.ª cadeiras do Liceu de Angra do Heroísmo e em Dezembro desse ano foi nomeado pelo governo da rainha D. Maria II para o cargo de Comissário dos Estudos no Distrito de Angra do Heroísmo. Ao Comissário dos Estudos no distrito era atribuído o encargo de instalar os então criados liceus distritais e de criar as condições para o início das respectivas aulas.
Iniciadas as aulas no ano seguinte, foi nomeado a 6 de Agosto de 1846, pelo governo presidido por Pedro de Sousa Holstein, duque de Palmela, para o cargo de primeiro reitor da novel instituição de ensino que então estava em instalação no edifício do extinto Convento de São Francisco. Exerceu o cargo de reitor até falecer no ano imediato. Já doente, no dia 1 de Dezembro de 1847 deu a sua última lição, falecendo a 11 de Dezembro daquele ano.
Foi sepultado no cemitério do Hospital de Santo Espírito, na Guarita, de onde mais tarde, em 1850, os restos mortais daquele sacerdote e primeiro Comissário dos Estudos, foram trasladados para o Cemitério do Livramento, de pouco iniciado, onde a amizade e admiração de muitos, entre os quais o governador conselheiro Nicolau Anastácio de Bettencourt, lhe erigiram um monumento em mármore sobre a lousa do coval n.º 349, em forma piramidal, com uma inscrição que se pode entender como um pergaminho também de mármore, sustentado por dois anjos, anunciando aos quatro ventos: «Aqui jaz // o insigne padre // Jerónimo Emiliano de Andrade // primeiro comissário dos estudos // no distrito de Angra do Heroísmo // reitor do liceu desta cidade // e professor de // retórica, poética e literatura // nasceu a 30 de Setembro de 1789 // faleceu no dia 11 de Dezembro de 1847 // honrou as letras e a pátria».
Foi esse o resultado da subscrição pública, para erigir tal monumento fúnebre, por edital de 18 de dezembro de 1847 da Autoridade Administrativa. O edital do então governador civil conselheiro Nicolau Anastácio de Bettencourt, deixou bem claro nesse documento histórico que a «instrução pública e o serviço nacional têm a lamentar a perda irreparável de um varão sábio de raro conhecimento, tão distinto por suas virtudes como por valiosos serviços prestados com esclarecido zelo à educação da mocidade».
Entretanto, o seu falecimento fora seguido de múltiplas homenagens e da publicação de diversos trabalhos de cariz biográfico, com destaque para a obra do padre Mariano Constantino Homem, que fora o seu herdeiro. As suas obras foram reeditadas durante várias décadas, e entre 1847, ano do falecimento, e 1852 saíram diversas edições póstumas de obras que Jerónimo Emiliano de Andrade tinha prontas para publicação. 
Exerceu o sacerdócio de forma ilustrada e virtuosa e foi um liberal convicto. Foi essencialmente um pedagogo apaixonado pelo ensino e pelos novos métodos, mas como liberal empenhou-se, através dos seus compêndios, em formar o homem novo e a nova sociedade de justiça e liberdade. Os seus compêndios são notáveis métodos pedagógicos e, principalmente os de filosofia, claros repositórios das suas ideias políticas e sociais.
Escreveu e publicou uma obra de significativo relevo que pode ser enquadrada pela temática dos escritos em três grandes áreas: uma de matriz teológica, que transparece em trabalhos publicados essencialmente nos períodos de 1816-1821 e 1844-1847; outra marcadamente pedagógica, que vai de 1814 até praticamente ao fim da sua vida; e uma outra de natureza etnográfica e histórica, que se situa, grosso modo, entre 1842 e 1847.
Entre a obra marcadamente pedagógica contam-se os cerca de 20 compêndios que redigiu e publicou, cobrindo um campo vastíssimo de matérias, que vão desde as línguas latina e francesa à retórica e à gramática portuguesa, à álgebra e à geometria e à metafísica. Estas obras constituem o primeiro conjunto de compêndios escolares, no conceito moderno do termo, que se publicaram em língua portuguesa, verdadeiramente originais no seu género.
Entre as obras de natureza etnográfica e histórica merece destaque a monografia que intitulou Topographia ou Descripção Physica, Politica, Civil, Ecclesiastica, e Historica da Ilha Terceira dos Açores, publicada em dois volumes, o primeiro em 1843 e o segundo em 1845, que é justamente a mais conhecida das suas obras e onde advoga, através da exposição da história da ilha, a renovação social, política e económica da sociedade açoriana. A obra, que teve a colaboração de António Moniz Barreto Corte-Real, foi complementada pela edição póstuma, em 1850, do volume Apontamentos Posthumos do Padre Jeronymo Emiliano d'Andrade para Servirem de Continuação à Topographia da Ilha Terceira. A influência da obra foi profunda e duradoura, tendo merecido em 1891 uma segunda edição, profusamente anotada pelo padre José Alves da Silva. A obra serviu de base a múltiplas obras posteriores, com destaque para a Memória sobre a ilha Terceira de Alfredo da Silva Sampaio, publicada em 1904.
Entre 1928 e 1948 o Liceu Nacional de Angra do Heroísmo foi designado Liceu Nacional Padre Jerónimo Emiliano de Andrade, em homenagem ao ilustre pedagogo. Em 1989, aquando do bicentenário do seu nascimento, foi-lhe prestada uma homenagem pelos professores do Liceu de Angra do Heroísmo, que na ocasião voltou a ostentar o seu nome, sendo hoje a Escola Secundária Jerónimo Emiliano de Andrade.
O seu nome é também recordado na toponímia da cidade de Angra do Heroísmo.

## Obras
Entre muitas outras obras, em grande parte dispersas por periódicos, é autor das seguintes monografias:
- 1818 — Oração Capitular Recitada do Capitulo Provincial Que Celebraram os Menores Observantes da Provincia de S. João Evangelista dos Açores. Lisboa, Imp. Regia.
- 1821 — Elogio Historico da Vida do Insigne Sacerdote José de Andrade, beneficiado na igreja paroquial de N. S. da Conceição da cidade de Angra, Offerecido aos Amantes da Virtude. Lisboa, Imp. Nacional.
- 1834 — Primeiros Elementos de Logica para Uso dos Estudantes do Curso de Philosophia Racional da Cidade d'Angra. Angra, Imp. da Prefeitura.
- 1834 — Guia do ensino mutuo accomodado as escholas da provincia occidental dos Açores. Angra : Imprensa da Perfeitura.
- 1834 — Primeiros Elementos da Historia Philosophica para Uso dos Estudantes do Curso de Philosophia Racional da Cidade d'Angra. Angra, Imp. da Prefeitura.
- 1835 — Primeiros elementos de geografia
- 1835 — Primeiros Elementos de Metaphysica para Uso dos Estudantes do Curso de Philosophia Racional da Cidade d'Angra. Angra, Imp. da Prefeitura.
- 1837 — Collecção de Vocábulos e Diálogos Francezes, para o uso dos Estudantes da Aula Pública de Língua Francesa, estabelecida nesta Cidade de Angra do Heroísmo,  Imprensa da Administração Geral, Angra.
- 1837 — Opusculo Historico ou Resumo das Principaes Epocas, Periodos, e Acontecimentos da Historia Universal Antiga, e Moderna, Obra Elementar, Accommodada ao Uso das Escolas. Angra do Heroísmo, Imp. do Governo.
- 1837 — Elementos de Rhetorica, e Poetica extrahidos de Quintiliano, e Horacio, para Uso dos Estudantes do Curso Oratorio. Angra do Heroísmo, Imp. do Governo.
- 1840 — Primeiros elementos de ética
- 1841 — Noções Primárias das Figuras de Geometria e Medição de Superfícies e Volumes de Sólidos, por meio de Desenho Linear… Angra, Tipografia do Angrense.
- 1842 — Rudimentos da Grammatica Latina accommodados ao Uso das Escolas. Parte Segunda, Da Sintaxe. Angra do Heroísmo, Imp. de J. J. Soares.
- 1843 — Primeiros Elementos da Historia Philosophica, para Uso dos Estudantes do Curso de Philosophia Racional e Moral da Cidade d'Angra do Heroismo, Dispostos segundo o Plano Ordenado nos Estatutos da Universidade de Coimbra e Praxe das Escolas. Angra do Heroísmo, Imp. de Joaquim Joze Soares.
- 1843 — Topographia ou Descripção Physica, Politica, Civil, Ecclesiastica, e Historica da Ilha Terceira dos Açores, Parte Primeira, Offerecida á Mocidade Terceirense. Angra do Heroísmo, Imp. de Joaquim Joze Soares (2.ª ed. anotada por J. A. Silva, em Angra do Heroísmo, Liv. Religiosa Ed., 1891).
- 1843 — Primeiros elementos de grammatica portugueza. Angra do Heroísmo, s.ed..
- 1844 — Primeiros Elementos de Metaphysica, para Uso dos Estudantes do Curso de Philosophia Racional, e Moral da Cidade d'Angra do Heroismo, Dispostos segundo o Plano Ordenado nos Estatutos da Universidade de Coimbra, e Praxe das Escolas. Angra do Heroísmo, Imp. de Joaquim Joze Soares.
- 1844 — Primeiros Elementos de Geographia Astronomica, Physica, e Politica para Uso dos Estudantes do Curso Philosophico da Cidade d'Angra do Heroismo. Angra do Heroísmo, Off. do Terceirense.
- 1845 — Topographia ou Descripção Physica, Politica, Civil, Ecclesiastica, e Historica da Ilha Terceira dos Açores, Parte Segunda , Angra do Heroísmo, Off. do Terceirense.
- 1845 — Regras da Prosodia, e Orthographia da Lingua Portugueza, Accommodadas ao Uso das Escolas de Primeiras Letras. Angra do Heroísmo, Imp. do Governo.
- 1846 — Compendio de Arithmetica Ordinaria Accomodado ás Lições e Exercicios das Escolas de Instrucção Primaria. Angra do Heroísmo, Off. do Terceirense.
- 1846 — Resumo da Historia Portugueza Accommodado às Lições e Exercicios das Escolas. Angra do Heroísmo, Off. do Terceirense.
- 1847 — Princípios Geraes de Moral e Civilidade Christã para uso das escolas d’Instrução Primária do Distrito d’Angra do Heroismo, Angra.
- 1847 — Primeiros Elementos de Literatura Classica, Oratoria, e Poetica para Uso das Liçoes de cór dos Estudantes da Quinta Cadeira do Lyceo Nacional da Cidade d'Angra do Heroísmo. Angra do Heroísmo, Typ. do Angrense.
- 1847 — Cathecismo Religioso Contendo os Primeiros Rudimentos da Doutrina Christã para Uso das Escolas d'Instrucção Primaria do Districto d'Angra do Heroismo. Angra do Heroísmo, Typ. do Angrense.
- 1849 — Primeiros elementos das quatro partes da gramática portuguesa acomodados ao uso das escolas de primeiras letras.
- 1848 — Rudimentos de gramática latina
- 1848 — Prologomenos da gramática latina
- 1850 — Apontamentos Posthumos do Padre Jeronymo Emiliano d'Andrade para Servirem de Continuação à Topographia da Ilha Terceira. Angra do Heroísmo, Imp. de J. J. Soares.
- 1850 — Elogios dalguns portugueses célebres
- 1855 — Primeiros elementos das quatro partes da grammatica portugueza. Accommodados ao uso das escholas de primeiras letras. Ponta Delgada (esta obra teve várias e sucessivas edições e em diferentes locais: Lisboa, Margão, Recife, etc.)
- 1856 — Exame de Ordinandos até à Sagrada Ordem do Presbiterado, segundo a Prática do Bispado d'Angra do Heroismo, concluido em 1847. Angra do Heroísmo, Typ. M. J. P. Leal.
- 1856 — Primeiros elementos de doutrina cristã
- 1856 — Principios Geraes de Moral e Civilidade Christã para Uso das Escolas d'Instrucção Primaria do Districto d'Angra do Heroismo. Angra do Heroísmo, Tip. de M. J. P. Leal.
- 2019 — Memórias para a História da Ilha Graciosa (introdução, transcrição e fixação do texto por José Guilherme Reis Leite e Manuel Augusto Faria). Museu da Graciosa, Santa Cruz da Graciosa (publicação do manuscrito que integra a Biblioteca Pública e Arquivo de Ponta Delgada, colecção Ernesto do Canto).